# قارچ بیماری‌زا
قارچ‌های بیماری‌زا قارچ‌هایی هستند که باعث بیماری در انسان‌ها یا سایر جانداران می‌شوند. تقریباً ۳۰۰ گونهٔ قارچ بیماری‌زا برای انسان شناخته شده‌است. مطالعه قارچ‌های بیماری‌زا در انسان‌ها «قارچ‌شناسی پزشکی» نامیده می‌شود. اگرچه قارچ‌ها یوکاریوت هستند، اما بسیاری از قارچ‌های بیماری‌زا ریزسازواره هستند. مطالعه اثر قارچ‌ها و سایر عوامل بیماری‌زا بر گیاهان در گیاه‌پزشکی انجام می‌پذیرد.

## سازوکارهای دفاعی میزبان

### درون‌گرمایی
درون‌گرمایی در پستانداران یکی از راه‌های بالقوهٔ دفاعی در برابر بیشتر قارچ‌هاست.

### بافت‌های مانع
پوست، دستگاه تنفس، گوارش و ادراری تناسلی با سازوکارهایی مانع از نفوذ عوامل بیماری‌زا از جمله قارچ‌ها می‌شوند. با این حال این بخش‌ها شایع‌ترین مناطق عفونت‌های قارچی هستند.

### پاسخ ایمنی
مطالعات نشان داده‌است که میزبان‌هایی با سطح‌های بالاتری از ایمنی سلولی مانند مونوسیت/درشت‌خوارها، سلول‌های دندریتیک و سلول کشنده طبیعی کنترل بیشتری در رشد قارچ‌ها و محافظت در برابر عفونت سیستمیک نشان داده‌اند. گیرنده شناسایی الگو (PRR) نقش مهمی در القاء پاسخ ایمنی با شناسایی بیماری‌زاهای خاص قارچی دارند. در مورد کاندیدیاز مخاطی، سلولهای تولیدکننده سیتوکین IL-17 در حفظ ایمنی ذاتی بسیار مهم هستند.